# Pitkäjärvi (sjö i Enare, Lappland, Finland)
Pitkäjärvi eller Ahvenjärvi är en sjö i Finland. Den ligger i kommunen Enare i landskapet Lappland, i den norra delen av landet, 1 000 km norr om huvudstaden Helsingfors. Ahvenjärvi ligger 162,4 meter över havet. Arean är 14,7 hektar och strandlinjen är 2,72 kilometer lång. Sjön  ingår i Pasvik älvs huvudavrinningsområde. 